# I miss you/THE FUTURE
「I miss you/THE FUTURE」（アイ・ミス・ユー/ザ・フューチャー）は、2014年11月19日にアップフロントワークス（zetimaレーベル）から発売された℃-uteのメジャー26枚目のシングル。

## 概要
初回生産限定盤A・B・C・D、通常盤A・Bの6形態で発売。すべての初回生産限定盤はCD+DVDで、すべての通常盤はCDのみとなっている。すべての初回生産限定盤にイベント抽選シリアルナンバーカードが封入されている。初回仕様の通常盤A・Bにはトレカサイズ生写真（ランダム、通常盤A：「I miss you」衣裳のソロ5種+集合1種、通常盤B：「THE FUTURE」衣裳のソロ5種+集合1種）が封入されている。

## 収録曲
全作詞・作曲：つんく

### 初回生産限定盤A・C、通常盤A
1. I miss you [3:25]
編曲：楊慶豪
2. THE FUTURE [3:24]
編曲：平田祥一郎
3. I miss you (Instrumental) [3:25]
4. THE FUTURE (Instrumental） [3:25]

初回生産限定盤A付属DVD
1. I miss you (Music Video) [4:10]

初回生産限定盤C付属DVD
1. I miss you (Dance Shot Ver.) [3:31]
2. I miss you (メイキング映像) [8:18]

### 初回生産限定盤B・D、通常盤B
1. THE FUTURE [3:25]
2. I miss you [3:25]
3. THE FUTURE (Instrumental) [3:24]
4. I miss you (Instrumental) [3:25]

初回生産限定盤B付属DVD
1. THE FUTURE （Music Video） [4:14]

初回生産限定盤D付属DVD
1. THE FUTURE (Dance Shot Ver.) [03:33]
2. THE FUTURE (メイキング映像) [08:10]

## 参加ミュージシャン
I miss you
- プログラミング：楊慶豪
- コーラス：CHINO

THE FUTURE
- プログラミング：平田祥一郎
- ギター：朝井泰生
- コーラス：CHINO